# Superdelegierter
Ein Superdelegierter (englisch superdelegate) ist ein hochrangiges Mitglied der Demokratischen Partei in den Vereinigten Staaten, das eingeschaltet werden kann, um eindeutig den demokratischen Präsidentschaftskandidaten im US-Wahlkampf festzulegen. Superdelegierte sind
- demokratische U.S.-Kongressmitglieder (derzeit etwa 236)
- demokratische U.S. Senatoren (48 inklusive des Schattensenators aus D.C.)
- demokratische Gouverneure (28)
- Mitglieder des Democratic National Committee (434) und
- ehemalige hochrangige Parteimitglieder (28).

Der Ausdruck „Superdelegierter“ ist informell. Die offizielle Bezeichnung lautet unpledged party leader and elected official delegate (deutsch etwa: nicht verpflichteter Parteiführer- und Wahlamt-Delegierter). Superdelegierte sind im Gegensatz zu den in Vorwahlen gewählten Delegierten keinem Kandidaten verpflichtet. Es gab bei der Democratic National Convention 2008 zur Wahl des Präsidentschaftskandidaten 796 Superdelegierte. Damit stellten sie rund ein Fünftel der Delegierten.
Die Einführung der Superdelegierten wurde 1982, nach der verlorenen Präsidentschaftswahl 1980, beschlossen. Man wollte den aktiven Politikern der Demokratischen Partei eine größere Rolle bei der Auswahl des Präsidentschaftskandidaten zugestehen.
Am 25. August 2018 beschloss das Democratic National Committee, dass Superdelegierte an der ersten Runde der Abstimmung nicht mehr teilnehmen dürfen. Erreicht jedoch kein Kandidat eine Mehrheit der gewählten (pledged) Delegierten, so sind Superdelegates in allen folgenden Abstimmungen stimmberechtigt.
Die Republikaner haben ein ähnliches Verfahren. Dort wird der Ausdruck Superdelegierter aber kaum verwendet. Gebräuchlicher ist hingegen unpledged delegate, also „unverpflichteter Delegierter“.